# Elvetham
Elvetham är en by i civil parish Hartley Wintney, i distriktet Hart, i grevskapet Hampshire, i England. Byn är belägen 15 km från Basingstoke. Elvetham var en civil parish fram till 1932 när blev den en del av Hartley Wintney och Fleet, Civil parish hade 361 invånare år 1931. Byn nämndes i Domedagsboken (Domesday Book) år 1086, och kallades då Elveteham.